# IMO Car Wash Group

IMO-Waschstraße

IMO ist in Deutschland die Marke, unter der die International Car Wash Group Ltd., Colorado,  (abgekürzt: ICWG) über ihre Tochter, die IMO Autopflege GmbH, Mülheim an der Ruhr, Autowaschanlagen betreibt. In Österreich ist ICWG über die ARTEGO Autowasch- u. Service GmbH tätig. Unter weiteren Marken wie ARC, GOO GOO 3 oder Supersonic Car Wash betreibt die ICWG in mehr als 14 Ländern insgesamt ca. 900 Autowaschanlagen. Damit ist die ICWG das weltgrößte Autowaschunternehmen.
Das Unternehmen wurde 1965 als Lizenznehmer der Patente von Weigele und Sulzberger in Deutschland gegründet und gehörte seit 2006 zur Carlyle Group. Diese verkaufte es 2014 an TDR Capital.; der Unternehmenssitz war in High Wycombe, Großbritannien. Im August 2020 wurde ICWG durch die Driven Brands Inc. übernommen.
In Deutschland betreibt IMO rund 350 Autowaschstraßen in allen 16 Bundesländern, Schwerpunkt ist Nordrhein-Westfalen mit knapp 100 Niederlassungen. In Österreich sind es 25 in 8 Bundesländern und in der Schweiz sind es 12 Waschanlagen. Das Unternehmen expandiert weiter.